# Centrale hydroélectrique de Romanche Gavet
La centrale hydroélectrique de Romanche Gavet est une centrale au fil de l'eau d'une puissance installée de 97 MW, située sur le cours de la Romanche, sur la commune de Livet-et-Gavet, dans le département de l'Isère, en France.
Elle comprend un barrage amont à Livet, une galerie souterraine et une centrale hydroélectrique souterraine à Gavet. Cet aménagement livré en 2020 remplace plusieurs usines construites en cascade sur la Romanche au début du XXe siècle.

## Histoire
La demande de concession avait été émise par EDF en 2001.
Le 31 décembre 2010, la concession d'exploitation du site est délivrée à EDF, pour une durée de 60 ans.
La construction démarre en 2012, mais en 2013, à la suite d'un éboulement sur le chantier, une partie de celui-ci est mise à l'arrêt pendant une période de deux ans.
En 2015, le barrage-prise d'eau de Livet, qui vise à capter l'eau, est terminé.
La centrale hydroélectrique est inaugurée et mise officiellement en service le 9 octobre 2020,. Elle est considérée à ce titre comme le dernier grand aménagement hydroélectrique en date en France.

## Description
Le coût total du projet dépasse les 400 millions d'euros. L'aménagement complet est constitué de trois principaux éléments :

### Barrage de Livet
Un barrage, implanté à Livet, comprend :
- le barrage proprement dit, de type mobile à clapets, d'une hauteur sur fondation de 13,5 mètres[6]. Il est équipé de 3 vannes secteurs de 10 mètres de large par 4,8 mètres de hauteur, qui peuvent écouler jusqu'à 40 m3/s. La retenue crée en amont fait près de 2 km de long pour un volume d'environ[7] 180 000 m3 ;
- une prise d'eau pour amener l'eau vers la galerie d'amenée jusqu’à un débit[7] de 41 m3/s.

Le barrage est équipé d'une échelle à poissons de 24 bassins successifs permettant aux poissons de gravir les 6,3 mètres de dénivelé de l'ouvrage d'art. Elle rétablit la continuité piscicole de la rivière.

### Galerie d'amenée
La galerie d'amenée, longue de 9,3 km et 4,7 m de diamètre, terminée par une chute d'eau aménagée de 270 mètres, ;

### Centrale de Gavet
La centrale de Gavet, en grande partie souterraine, occupe deux vastes cavités artificielles creusée dans la roche de la chaîne de Belledonne : une de 70 m de long, 25 m de large et 36 m de haut qui accueille les équipements hydrauliques; une autre de 65 m de long, 11 m de large et 15 m de haut, qui abrite les transformateurs et les vannes aval des groupes.
Elle est équipée de deux turbines de type Francis représentant une capacité de 97 MW,. La puissance génératrice installée est de 93 MW. La chute d'eau est de 268 m.
Des dissipateurs d'énergie implantés à l'extérieur, au droit du lit de la rivière assurent la continuité d’écoulement du débit au niveau de la centrale en cas d’arrêt de celle-ci. Ils évitent les variations brutales de débit dans le lit naturel de la Romanche entre le barrage et la centrale, et permettent la sécurité des usagers de la rivière.
La production moyenne de la centrale est estimée à 560 GWh/an, correspondant à 1,5 % de la production hydroélectrique d'EDF, soit l'équivalent de la consommation électrique annuelle de 230 000 habitants. En 2023, la production était de 503 GWh.
Une ligne à haute tension de 63 000 V permet de distribuer l'énergie au réseau RTE.

## Évolution

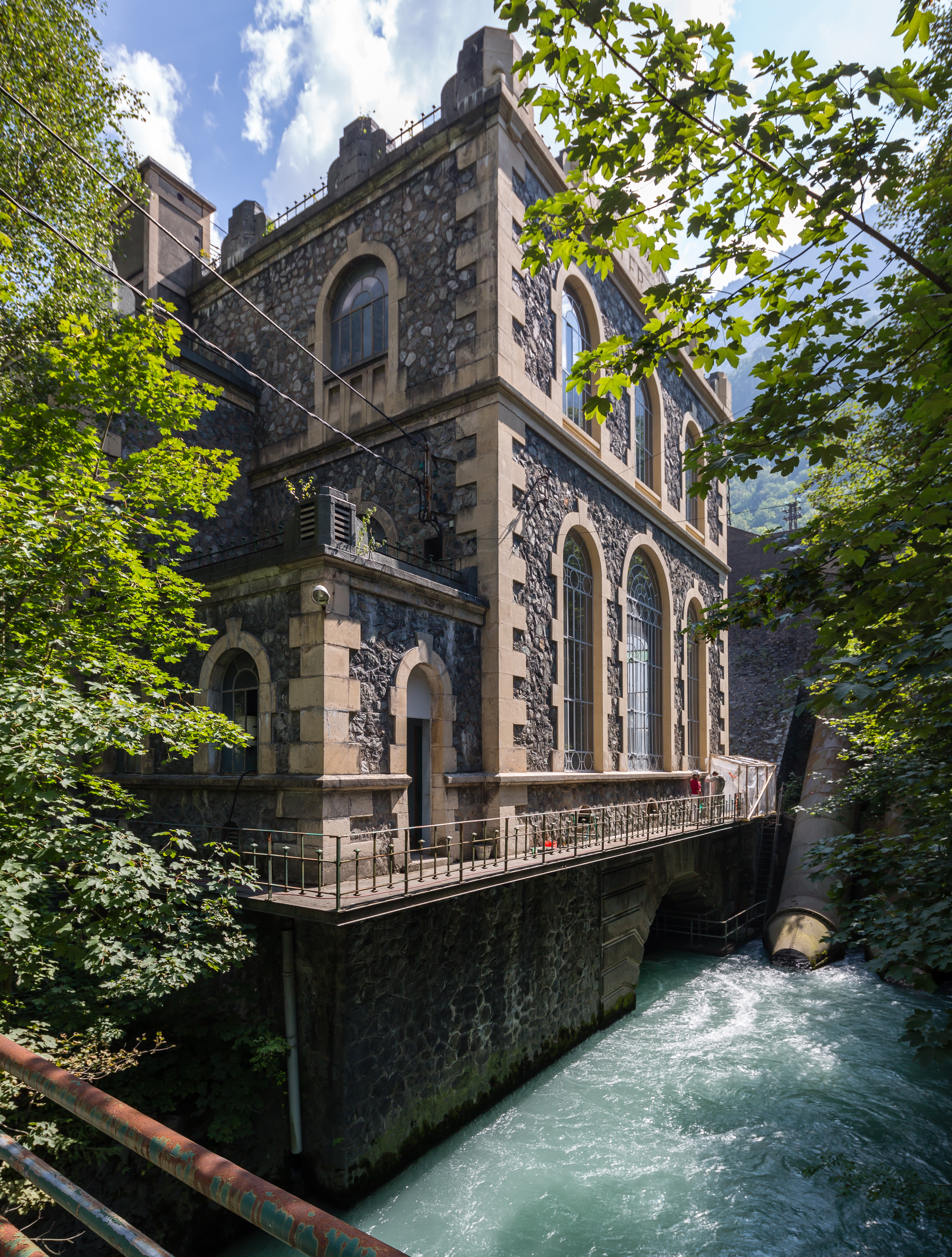
Centrale des Vernes

La centrale de Gavet remplace six centrales électriques historiques :
- 1898-1905 - les centrales de Livet I et II ;
- 1918 - la centrale des Vernes ;
- 1915 - la centrale des Roberts ;
- 1917 - la centrale de Rioupéroux ;
- 1905-1931 - la centrale des Clavaux ;
- 1924 - la centrale de Pierre-Eybesse.

La puissance totale cumulée des six centrales était de 82 MW pour une production de 405 GWh/an.
Le remplacement de ces six centrales par la nouvelle infrastructure permet d'augmenter la production électrique de 40 % sur le même tronçon de la Romanche. Il s'agit d'un exemple de repowering appliqué à l'hydroélectricité.
À horizon 2024, les cinq barrages et trois des six centrales (Pierre-Eybesse, Les Roberts et Les Clavaux) seront démolis. Des opérations de renaturation et de requalification des sites déconstruits concerneront au total 11,5 hectares dont 1,9 hectare pour le reprofilage du lit de la rivière au niveau des anciens barrages. La centrale des Vernes sera conservée et rénovée, car classée au titre des Monuments historiques depuis 1994.

## Biodiversité
L'objectif des travaux permet de retrouver la continuité piscicole de la Romanche. Outre l'équipement du barrage de Livet par une passe à poissons, la destruction des installations en rivière, contribuera à cette recherche.
La construction du barrage a nécessité de déboiser, de terrasser et de dériver le lit de la Romanche sur le site d'implantation. Une fois les travaux terminés, les berges ont été renaturées grâce à des enrochements et des techniques du génie végétal, par la mise en place de lits de plants et plançons au-dessus d’un enrochement de pied de berge. Des espèces ligneuses et herbacées sauvages ont été récoltées dans un rayon maximal de 25 km, tel que le silène enflé, la vipérine commune, le dactyle d'Ascherson ou encore le plantain lancéolé.